# Metar (alat)
Metar je alat koji služi za mjerenje. 
Razlikujemo drveni i metalni metar.
Drveni metar može biti u obliku štapa u dužini od 1 metra na kojem su brojčane oznake dužine, a može biti u preklopljenom obliku kada se sastoji od više međusobno spojenih drvenih dijelova koji su dugački oko 20 cm (najčešće je dužine od 2 metra). 
Metalni metar je u obliku dugačke metalne trake koja se može izvlačiti (i pomoću opruge vraćati nazad)  iz plastičnog ili metalnog kućišta. Dužine ovog metra se kreću od 1 metar pa do 10 metara (što je uvjetovano kvalitetom metalne trake). 
Postoji i treća vrsta metra koji je u pravilu od platnenih materijala a dužine mu se kreću od 10 pa na više metara.